# アチョリ
アチョリ(Acholi, Acoli) は主に現在のウガンダ北部のアチョリ地方（キトグム県、グル県、パデル県）から南スーダン東エクアトリア州マグウィ郡などに住むナイル系民族。人口は1991年のウガンダの国勢調査で746,796人、スーダンに45,000人 (2000年) である。

## 歴史
アチョリはルオ系民族の一つで、バハル・アル・ガザール（現在の南スーダン）の辺りから来たと考えられている。17世紀末までにルォディ (Rwodi) と呼ばれる首長による首長国群を形成し、19世紀半ばには東部アチョリ地方に60の首長国があった。19世紀後半にはアラビア語を話す交易家からショーリ (Shooli) と呼ばれるようになり、これがアチョリとなった。
彼らの伝統的な住居は円筒形の土壁に円錐形の茅葺き屋根である。土の寝台と、穀倉と囲炉裏が備えられ、赤、白、灰色に彩られる。網や槍による狩猟やヤギ、ヒツジ、ウシの放牧を業とする。戦争時には槍と細長いキリンやウシの革張りの盾を用いた。

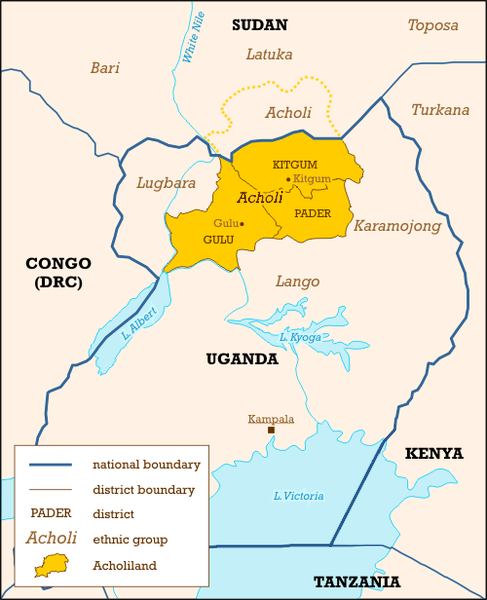
ウガンダ北部のアチョリ地方

ウガンダの植民地時代にイギリスは南部特にブガンダの政治経済的開発に力を入れ、アチョリや他の北部の民族は単純労働に就いたり軍で主流派となった。後にこれは特にティト・オケロ将軍のクーデタ時などに「軍の民族支配」であると批判されるようになった。アチョリ主体の軍はヨウェリ・ムセベニの組織した国民抵抗軍 (NRA) に逐われ、オドン・ラテクのウガンダ人民民主軍 (UPDA) やアリス・アウマの聖霊運動 (HSM)、ジョゼフ・コニーの神の抵抗軍 (LRA) へと流れていった。NRAの北部作戦とLRAの活動で多くのアチョリが強制移住させられ国内避難民 (IDP) となった。

## 言語
アチョリ語は、ナイル諸語西ナイル語群のルオ諸語の一つで、同じルオ諸語に属すウガンダのランゴ語などと相互理解可能である。
オコト・ビテックの『ラウィノの歌/オチョルの歌』は恐らく最も世に知られたアチョリの文学作品である。

## 宗教
多くのアチョリは植民地時代にプロテスタントやカトリックに改宗し、ムスリムもいるが、伝統信仰に基づく守護霊や先祖霊の歌などの文化も残っており、しばしばキリスト教やイスラーム風に記述される例もある。

## 著名人
- アリス・アウマ - 元カトリック伝道師、霊媒、反乱指導者
- ベティ・オイェラ・ビゴンベ（英語版） - 元世界銀行顧問、和平担当大臣
- ジョゼフ・コニー - 神の抵抗軍指導者
- マシュー・ルクウィヤ - エボラ出血熱の治療を目差した医師
- ジャナニ・ルウム - 元ウガンダ聖公会大主教
- ノーバート・マオ - グル県の第五地域議会 (LC5) 議長
- ティト・オケロ - 1985年に半年間軍事評議会議長となる
- バジリオ＝オララ・オケロ - 1985年に数日間事実上の国家元首となる
- ジェフリー・オリエマ - 亡命歌手
- オララ・オトゥヌ - 元国連事務次長、こどもと武力紛争に関する特別代表
- オコト・ビテック - 『ラウィノの歌/オチョルの歌』の作者、詩人
- アケナ・ポジョク - 元ウガンダ民族解放戦線 (UNLF) 副総裁、ウガンダ人民会議 (UPC) 所属国会議員、第二次オボテ政権時の電力相

## 脚註
1. ↑  Acholi: A language of Uganda, Ethnologue
2. ↑  Webster 1970.
3. ↑  According to Atkinson (1994).